# Deloneura immaculata
Chamois de la rivière Mbashe
Espèce
Statut de conservation UICN

 EX  : Éteint
Deloneura immaculata, le Chamois de la rivière Mbashe, est une espèce de papillons considérée comme éteinte de la famille des Lycaenidae. On suppose qu'il est (ou a été) endémique de la région densément boisée de la rivière Mbhashe, dans la province du Cap-Oriental, en Afrique du Sud. Les recherches qui ont suivi sa découverte n'ont cependant pas permis d'en retrouver la trace. Seuls trois spécimens femelles ont été collectés, tous par le colonel James Henry Bowker, en 1863.

## Description
Les trois spécimens ont une envergure de 18 à 23 mm. Ce sont des papillons d'un jaune pur aux ailes arrondies. Le dessus est jaune ocre, sans marques. La zone costale et la marge postérieure du dessous des ailes postérieures sont claires et floues. La coloration des mâles est inconnue.

## Habitat et écologie
L'espèce a été découverte dans une zone boisée le long des rives de la rivière Mbhashe. James Henry Bowker l'a décrite, dans un courrier adressé à Roland Trimen, comme un véritable insecte forestier, présent uniquement dans les forêts ou à leurs lisières. Son vol était similaire à celui de l'espèce Acraea horta et à celui d'un papillon de nuit du genre Aroa, connu localement sous le nom de « pyrale jaune des arbres ». Bowker décrit ainsi son vol : « Ils tourbillonnent lentement, battant des ailes, autour de la cime des arbres, s'élevant et retombant, s'éloignant et revenant ».

## Histoire de la découverte et statut
Le spécimen type a été collecté par James Henry Bowker le 27 décembre 1863, à la rivière Mbashe, près de Fort Bowker. Bowker a collecté deux autres spécimens avant le 1er janvier 1864. Il est resté dans la région pendant plusieurs mois, mais n'a pu en observer d'autres. Les modifications de l'habitat dans la zone autour de Fort Bowker ont probablement contribué à l'extinction de l'espèce. Deux spécimens sont conservés en Afrique du Sud dans le muséum sud-africain d'Iziko (en) et le troisième au musée d'histoire naturelle de Londres.

## Systématique
Le nom valide complet (avec auteur) de ce taxon est Deloneura immaculata Trimen, 1868,.

### Publication originale
- (en) Roland Trimen, « On some undescribed Species of South-African Butterflies, including a New Genus of Lycaenidae », Transactions of the Royal Entomological Society of London, Royal Entomological Society, vol. 16, no 1,‎ 1868, p. 69–96 (ISSN 0035-8894 et 2056-5259, OCLC 1125695995, DOI 10.1111/J.1365-2311.1868.TB00615.X, lire en ligne).